# Theobald II. Lotrinský
Theobald II. Lotrinský (1263 – 13. května 1312) byl v letech 1303 až 1312 lotrinským vévodou.

## Život
Theobald se narodil jako nejstarší syn vévody Fridricha III. Lotrinského a Markéty, dcery navarrského krále Theobalda I.
V roce 1298 se Theobald účastnil bitvy u Göllheimu poblíž Špýru, ve které byl římskoněmecký král Adolf Nasavský zabit svým rivalem, Albrechtem Habsburským. Theobald byl na Albrechtově straně, navzdory tomu, že jeho rodina leta věrně podporovala německé císaře (o tuto podporu usiloval také Adolf).
V roce 1302 Theobald a jeho syn Fridrich podporovali krále Filipa IV. Francouzského v bitvě u Courtrai v Kortrijku, kde Vlámové porazili francouzské rytíře Roberta II. z Artois. Theobald byl také v roce 1304 přítomen v bitvě u Mons-en-Pévèle, kde armádu vedl osobně francouzský král. Spolu s vévodou Janem II. Brabantským a hrabětem Amadeem V. Savojským byl Theobald poslán na jednání o míru s Vlámskem.
V roce 1305 byl v Lyonu na korunovaci papeže Klementa V. Když Klement uvalil na duchovenstvo daň, desátou část, a uložil vévodovi, aby ji vybral, setkal se Theobald s odporem Reginalda z Baru, métského biskupa.

## Manželství a potomci
Smlouva o sňatku mezi Theobaldem a Isabelou z Rumigny byla podepsána v dubnu 1270. 23. května 1278 se patnáctiletý Fridrich oženil s Isabelou, dámou z Rumigny (1263–1326), dcerou Huga, pána z Rumigny, a Filipíny z Oulche. Manželé spolu měli sedm dětí, tři syny a čtyři dceryː
- Fridrich IV. Lotrinský
- Matyáš Lotrinský
- Hugo Lotrinský
- Marie Lotrinská
- Markéta Lotrinská
- Isabela Lotrinská
- Filipína Lotrinská